# Ramat HaSharon Hammers
I Ramat HaSharon Hammers sono una squadra di football americano di Ramat HaSharon, in Israele; la squadra è stata fondata nel 2010 come Herzliya Hammers per assumere il nome definitivo dalla stagione 2012-2013.

## Dettaglio stagioni

### Tornei nazionali

#### Campionato

##### IFL
| Stagione | regular season | regular season | regular season | regular season | regular season | regular season | playoff | playoff | playoff | playoff | playoff | playoff    | playoff           |
|          | Vin            | Par            | Per            | Tot            | PF             | PS             | Vin     | Per     | Tot     | PF      | PS      | risultato  | avversaria        |
| -------- | -------------- | -------------- | -------------- | -------------- | -------------- | -------------- | ------- | ------- | ------- | ------- | ------- | ---------- | ----------------- |
| 2010-11  | 3              | 0              | 7              | 10             | 240            | 450            | 0       | 1       | 1       | 16      | 50      | Wild Card  | Tel Aviv Pioneers |
| 2011-12  | 3              | 0              | 7              | 10             | 217            | 360            | -       | -       | -       | -       | -       | -          | -                 |
| 2012-13  | 8              | 0              | 2              | 10             | 416            | 518            | 0       | 1       | 1       | 36      | 40      | Wild Card  | Jerusalem Kings   |
| 2013-14  | 8              | 0              | 2              | 10             | 452            | 222            | 0       | 1       | 1       | 36      | 42      | Semifinale | Jerusalem Lions   |
| 2014-15  | 5              | 0              | 4              | 9              | 372            | 198            | 1       | 1       | 2       | 54      | 54      | Semifinale | Judean Rebels     |
| 2015-16  | 4              | 0              | 6              | 10             | 306            | 264            | 0       | 1       | 1       | 6       | 27      | Wild card  | Haifa Underdogs   |
| 2016-17  | 5              | 0              | 5              | 10             | 249            | 270            | 0       | 1       | 1       | 14      | 36      | Wild card  | Judean Rebels     |
| 2018-19  | 1              | 0              | 8              | 9              | 140            | 370            | -       | -       | -       | -       | -       | -          | -                 |
| 2019-20  | 7              | 0              | 3              | 10             | 351            | 245            | -       | -       | -       | -       | -       | -          | -                 |
| 2020-21  | 2              | 0              | 4              | 6              | 168            | 166            | -       | -       | -       | -       | -       | -          | -                 |
| 2021-22  | 10             | 0              | 0              | 10             | 509            | 135            | 2       | 0       | 2       | 62      | 54      | Campioni   | Tel Aviv Pioneers |
| 2022-23  | 7              | 0              | 1              | 8              | 378            | 147            | 1       | 1       | 2       | 90      | 54      | Israbowl   | Tel Aviv Pioneers |
| Totale   | 63             | 0              | 49             | 112            | 3798           | 3345           | 4       | 7       | 11      | 314     | 357     |            |                   |

Fonti: Enciclopedia del Football - A cura di Massimo Mezzetti

### Riepilogo fasi finali disputate
| Anno           | Luogo       | Evento                 | Fase del torneo | Incontro                                   | Risultato |
| 2011           | Tel Aviv    | Israel Football League | Wild Card       | Tel Aviv Pioneers - Herzliya Hammers       | 50 - 16   |
| 2013           |             | Israel Football League | Wild Card       | Ramat HaSharon Hammers - Jerusalem Kings   | 36 - 40   |
| 2014           |             | Israel Football League | Semifinale      | Ramat HaSharon Hammers - Jerusalem Lions   | 36 - 42   |
| 2015           |             | Israel Football League | Semifinale      | Judean Rebels - Ramat HaSharon Hammers     | 16 - 12   |
| 2016           |             | Israel Football League | Wild Card       | Haifa Underdogs - Ramat HaSharon Hammers   | 27 - 6    |
| 2017           |             | Israel Football League | Wild Card       | Ramat HaSharon Hammers - Judean Rebels     | 14 - 36   |
| 23 giugno 2022 | Gerusalemme | Israel Football League | Israel Bowl     | Ramat HaSharon Hammers - Tel Aviv Pioneers | 18 - 14   |
| 19 maggio 2023 | Gerusalemme | Israel Football League | Israbowl        | Ramat HaSharon Hammers - Tel Aviv Pioneers | 36 - 42   |

## Palmarès
- 1 Israel Bowl (2021-22)